# 1938-as atlétikai Európa-bajnokság
Az 1938-as atlétikai Európa-bajnokságot két helyszínen, eltérő időpontban rendezték. A férfi versenyeket Párizsban szeptember 3. és szeptember 5. között, a női versenyeket Bécsben szeptember 17-én és szeptember 18-án tartották. Az Eb-n 32 versenyszám volt.

## A magyar sportolók eredményei
Magyarország az Európa-bajnokságon 25 sportolóval képviseltette magát.
Érmesek
| Érem  | Versenyző       | Versenyszám   | Dátum          |
| ----- | --------------- | ------------- | -------------- |
| Arany | Csák Ibolya     | magasugrás    | szeptember 18. |
| Ezüst | Kovács József   | 400 m gát     | szeptember 4.  |
| Bronz | Várszegi József | Gerelyhajítás | szeptember 3.  |

## Éremtáblázat
(A táblázatban a rendező nemzet és Magyarország eltérő háttérszínnel kiemelve.)
| Helyezés | Nemzet         | Arany | Ezüst | Bronz | Összesen |
| 1.       | Németország    | 12    | 11    | 9     | 32       |
| 2.       | Finnország     | 5     | 3     | 3     | 11       |
| 3.       | Nagy-Britannia | 4     | 2     | 2     | 8        |
| 4.       | Svédország     | 3     | 4     | 6     | 13       |
| 5.       | Lengyelország  | 2     | 3     | 1     | 6        |
| 6.       | Hollandia      | 2     | 2     | 4     | 8        |
| 7.       | Olaszország    | 1     | 4     | 3     | 8        |
| 8.       | Franciaország  | 1     | 1     | 1     | 3        |
| 8.       | Magyarország   | 1     | 1     | 1     | 3        |
| 10.      | Észtország     | 1     | 0     | 0     | 1        |
| 11.      | Belgium        | 0     | 1     | 0     | 1        |
| 12.      | Norvégia       | 0     | 0     | 1     | 1        |
| 12.      | Svájc          | 0     | 0     | 1     | 1        |
| Összesen | Összesen       | 32    | 32    | 32    | 96       |

## Érmesek
- WR – világrekord
- CR – Európa-bajnoki rekord

### Férfi
| Versenyszám     | Arany                                                                              | Arany        | Ezüst                                                                               | Ezüst     | Bronz                                                                                          | Bronz     |
| --------------- | ---------------------------------------------------------------------------------- | ------------ | ----------------------------------------------------------------------------------- | --------- | ---------------------------------------------------------------------------------------------- | --------- |
| 100 m           | Tinus Osendarp · Hollandia                                                         | 10,5 CR      | Orazio Mariani · Olaszország                                                        | 10,6      | Lennart Strandberg · Svédország                                                                | 10,6      |
| 200 m           | Tinus Osendarp · Hollandia                                                         | 21,2 CR      | Jakob Scheuring · Németország                                                       | 21,6      | Alan Pennington · Nagy-Britannia                                                               | 21,6      |
| 400 m           | Godfrey Brown · Nagy-Britannia                                                     | 47,4 CR      | Karl Baumgarten · Hollandia                                                         | 48,2      | Erich Linnhoff · Németország                                                                   | 48,8      |
| 800 m           | Rudolf Harbig · Németország                                                        | 1:50,6 CR    | Jacques Levèque · Franciaország                                                     | 1:51,6    | Mario Lanzi · Olaszország                                                                      | 1:52,0    |
| 1500 m          | Sydney Wooderson · Nagy-Britannia                                                  | 3:53,6 CR    | Joseph Mostert · Belgium                                                            | 3:54,5    | Luigi Beccali · Olaszország                                                                    | 3:55,2    |
| 5000 m          | Taisto Mäki · Finnország                                                           | 14:26,8 CR   | Henry Jonsson · Svédország                                                          | 14:27,4   | Kauko Pekuri · Finnország                                                                      | 14:29,2   |
| 10 000 m        | Ilmari Salminen · Finnország                                                       | 30:52,0 CR   | Giuseppe Beviacqua · Olaszország                                                    | 30:53,2   | Max Syring · Németország                                                                       | 30:57,8   |
| 110 m gát       | Donald Finlay · Nagy-Britannia                                                     | 14,3 ER      | Håkan Lidman · Svédország                                                           | 14,5      | Reinden Brasser · Hollandia                                                                    | 14,8      |
| 400 m gát       | Prudent Joye · Franciaország                                                       | 53,1 CR      | Kovács József · Magyarország                                                        | 53,3      | Kell Areskoug · Svédország                                                                     | 53,6      |
| 3000 m akadály  | Lars Larsson · Svédország                                                          | 9:16,2       | Ludwig Kaindl · Németország                                                         | 9:19,2    | Alf Lindblad · Finnország                                                                      | 9:21,4    |
| 4 × 100 m váltó | Németország · Manfred Kersch · Gerd Hornberger · Karl Neckermann · Jakob Scheuring | 40,9 CR      | Svédország · Gösta Klemming · Åke Stenqvist · Lennart Lindgren · Lennart Strandberg | 41,1      | Nagy-Britannia · Maurice Scarr · Godfrey Brown · Arthur Sweeney · Ernest Page                  | 41,2      |
| 4 × 400 m váltó | Németország · Hermann Blazejezak · Manfred Bues · Erich Linnhoff · Rudolf Harbig   | 3:13,7 CR    | Nagy-Britannia · Jack Barnes · Alfred Baldwin · Alan Pennington · Godfrey Brown     | 3:14,9    | Svédország · Lars Nilsson · Carl Hendrik Gustafsson · Börje Thomasson · Bertil von Wachenfeldt | 3:17,3    |
| Maraton         | Väinö Muinonen · Finnország                                                        | 2:37:28,8    | Squire Yarrow · Nagy-Britannia                                                      | 2:39:03,0 | Henry Palmé · Svédország                                                                       | 2:42:13,6 |
| 50 km gyaloglás | Harold Whitlock · Nagy-Britannia                                                   | 4:41:51      | Herbert Dill · Németország                                                          | 4:43:54   | Edgar Bruun · Norvégia                                                                         | 4:44:35   |
| Magasugrás      | Kurt Lundqvist · Svédország                                                        | 197 cm       | Kalevi Kotkas · Finnország                                                          | 194 cm    | Lauri Kalima · Finnország                                                                      | 194 cm    |
| Rúdugrás        | Karl Sutter · Németország                                                          | 405 cm CR    | Bo Ljungberg · Svédország                                                           | 400 cm    | Piere Ramadier · Franciaország                                                                 | 400 cm    |
| Távolugrás      | Wilhelm Leichum · Németország                                                      | 765 cm CR    | Arturo Maffei · Olaszország                                                         | 761 cm    | Luz Long · Németország                                                                         | 756 cm    |
| Hármasugrás     | Onni Rajasaari · Finnország                                                        | 15,32 m CR   | Jouko Norén · Finnország                                                            | 14,95 m   | Karl Kotratschek · Németország                                                                 | 14,73 m   |
| Súlylökés       | Aleksander Kreek · Észtország                                                      | 15,83 m CR   | Gerhard Stöck · Németország                                                         | 15,59 m   | Hans Woellke · Németország                                                                     | 15,52 m   |
| Diszkoszvetés   | Willy Schröder · Németország                                                       | 49,70 m      | Giorgio Oberweger · Olaszország                                                     | 49,48 m   | Gunnar Bergh · Svédország                                                                      | 48,72 m   |
| Kalapácsvetés   | Karl Hein · Németország                                                            | 58,77 m CR   | Erwin Blask · Németország                                                           | 57,34 m   | Oscar Malmbrant · Svédország                                                                   | 51,23 m   |
| Gerelyhajítás   | Matti Järvinen · Finnország                                                        | 76,87 m CR   | Yrjö Nikkanen · Finnország                                                          | 75,00 m   | Várszegi József · Magyarország                                                                 | 72,78 m   |
| Tízpróba        | Olle Bexell · Svédország                                                           | 6870 pont CR | Witold Gierutto · Lengyelország                                                     | 6661 pont | Josef Neumann · Svájc                                                                          | 6444 pont |

### Női
| Versenyszám     | Arany                                                               | Arany   | Ezüst                                                                                               | Ezüst   | Bronz                                                                             | Bronz   |
| --------------- | ------------------------------------------------------------------- | ------- | --------------------------------------------------------------------------------------------------- | ------- | --------------------------------------------------------------------------------- | ------- |
| 100 m           | Stanisława Walasiewicz · Lengyelország                              | 11,9    | Käthe Krauß · Németország                                                                           | 12,0    | Fanny Blankers-Koen · Hollandia                                                   | 12,0    |
| 200 m           | Stanisława Walasiewicz · Lengyelország                              | 23,8    | Käthe Krauß · Németország                                                                           | 24,4    | Fanny Blankers-Koen · Hollandia                                                   | 24,9    |
| 80 m gát        | Claudia Testoni · Olaszország                                       | 11,6 WR | Lisa Gelius · Németország                                                                           | 11,7    | Catherina Ter Braake · Hollandia                                                  | 11,8    |
| 4 × 100 m váltó | Németország · Josefine Kohl · Käthe Krauß · Emmy Albus · Ida Kühnel | 46,8    | Lengyelország · Jadwiga Gawronska · Barbara Ksiazkiewicz · Otylia Kaluzowa · Stanisława Walasiewicz | 48,2    | Olaszország · Maria Alfero · Maria Apollonio · Rosetta Cattaneo · Italia Lucchini | 49,4    |
| Magasugrás      | Csák Ibolya · Magyarország                                          | 164 cm  | Nelly van Balen-Blanken · Hollandia                                                                 | 164 cm  | Feodora zu Solms · Németország                                                    | 164 cm  |
| Távolugrás      | Irmgard Praetz · Németország                                        | 588 cm  | Stanisława Walasiewicz · Lengyelország                                                              | 581c m  | Gisela Voß · Németország                                                          | 547 cm  |
| Súlylökés       | Hermine Schröder · Németország                                      | 13,29 m | Gisela Mauermayer · Németország                                                                     | 13,27 m | Wanda Flakowicz · Lengyelország                                                   | 12,55 m |
| Diszkoszvetés   | Gisela Mauermayer · Németország                                     | 44,80 m | Hilde Sommer · Németország                                                                          | 40,95 m | Paula Mollenhauer · Németország                                                   | 39,81 m |
| Gerelyhajítás   | Lisa Gelius · Németország                                           | 45,58 m | Susanne Pastoors · Németország                                                                      | 44,14 m | Luise Krüger · Németország                                                        | 42,49 m |